# QBB-95
Súng máy hạng nhẹ kiểu 95(tiếng Trung Quốc: 95式班用機槍; 95 thức ban dụng cơ thương), phổ biến với tên mã QBB-95, là một loại súng máy hạng nhẹ có thiết kế băng đạn gắn phía sau được chế tạo theo yêu cầu của Quân Giải phóng Nhân dân Trung Quốc do tập đoàn Norinco Trung Quốc sản xuất.
Dòng súng tấn công hạng nhẹ kiểu 95 gồm nhiều kiểu súng máy hạng trung, súng máy đa chức năng và súng hạng nhẹ trong đó hai kiểu súng trường tự động QBZ-95 và súng máy hạng nhẹ QBB-95 được cho là phổ biến nhất nên hầu như các bộ phận và đạn của hai loại này không có sự khác biệt nhiều. Điểm khác biệt dễ nhận thấy nhất là QBB có nòng dài, đường kính rộng và sử dụng loại hộp tiếp đạn DBP88 75 viên làm hộp đạn tiêu chuẩn (nó cũng có thể dùng hộp đạn 30 viên giống QBZ-95). Tuy nhiên, sự khác biệt này không thể hiện ở phiên bản QBZ-95-1, khi phiên bản này bổ sung thêm khả năng sử dụng băng đạn tròn DBP88 75 viên.
Sau khi QBZ-95-1 ra đời, một phiên bản cải tiến QBB-95-1 LSW cũng đã được sản xuất dựa trên những cải tiến của QBZ-95-1.
Một mẫu biến thể chuyên dùng để xuất khẩu dựa trên QBB-95 được đặt tên mã là QBB-97 sử dụng đạn loại 5.56x45mm NATO.